# Neuken doe je zo!
Neuken doe je zo! was een televisieprogramma dat jongerenomroep BNN in het voorjaar van 2003 uitzond. Het programma gaf seksuele voorlichting op een manier en in een taal die dicht bij de jongeren staat. Het werd gepresenteerd door toenmalig BNN-presentatrice Bridget Maasland.
Het programma riep veel controverse op.

## Opbouw
Het programma kende een vaste opbouw:
1. Erotisch model Bo legt aan de hand van naakte poppen uit hoe je bijvoorbeeld moet masturberen of voorbehoedsmiddelen moet gebruiken.
2. Bridget praat met jongeren over een thema. Hierbij komen aan de orde: wat is jouw (praktijk)ervaring op dat gebied? en hoe sta jij er tegenover? Dit heeft altijd plaats in de zogenaamde Neuken-doe-je-zo!-caravan die elke week naar een andere middelbare school werd gereden. Dit onderdeel eindigt altijd met enkele resultaten uit het BNN-seksonderzoek met bijvoorbeeld hoeveel jongeren er weleens vreemdgaan.
3. Een reportage over het onderwerp, waarin Bridget een deskundige of professional op locatie raadpleegt.
4. Een stukje cabaret van het vrouwelijke cabaretduo De Bloeiende Maagden.

Tussen de onderdelen door kondigt Bridget vanuit de studio (niets meer dan een zetel en een witte achtergrond) het volgende onderdeel of de volgende aflevering aan.

## Afleveringen
| Aflevering | Datum            | Bo                  | Caravan             | Reportage        | De Bloeiende Maagden |
| ---------- | ---------------- | ------------------- | ------------------- | ---------------- | -------------------- |
| 1          | 24 februari 2003 | masturberen         | versieren           | cyberbox         | 1. Ham & mayonaise   |
| 2          | 3 maart 2003     | voorbehoedsmiddelen | de eerste keer      | maagdenvlies     | 2. Seks in de ruimte |
| 3          | 10 maart 2003    | pijpen en beffen    | klaarkomen          | piemels          | 3. Over tijd ...     |
| 4          | 17 maart 2003    | standjes            | standjes            | pornofilm        | 4. Echte liefde      |
| 5          | 24 maart 2003    | seksspeeltjes       | veilig vrijen & SOA | piercing         | 5. Safe seks         |
| 6          | 31 maart 2003    | anale seks          | vreemdgaan          | escortschool     | 6. 25 jaar later     |
| 7          | 7 april 2003     | aftrekken           | SOA                 | paaldansacademie | ?                    |

## Neuken doe je zomers!
Begin september 2003 zijn er twee afleveringen van Neuken doe je zomers! uitgezonden. Deze programma's gingen hoofdzakelijk over hoe jongeren op vakantie met seks omgaan. BNN volgde enkele groepen jongeren op vakantie om te kijken hoe het eraan toeging.
3 op Reis ·
Afkicken ·
De allerslechtste echtgenoot van Nederland ·
Atletico Ananas ·
AVRO's Sterrenslag ·
Baby te huur ·
De Badgasten ·
De beste ·
Bitches ·
Bloed, Zweet en Luxeproblemen ·
Break Free · 
Cash Cab ·
Comedy Live ·
Costa! ·
Crazy 88 ·
Dennis en Valerio vs de rest ·
Dennis vs Valerio ·
Doe Maar Normaal ·
Egoland ·
Feuten ·
Finals ·
Floortje en de ambassadeurs · 
Floortje naar het einde van de wereld ·
Get Smarter in a Week ·
Golden Oldies ·
De Grote Donorshow ·
Hey DJ ·
Je zal het maar hebben ·
Je zal het maar zijn ·
Kannibalen ·
Katja vs Bridget ·
Katja vs De Rest ·
Kebab TV ·
De Klimaatpolitie ·
Lama gezocht ·
De Lama's ·
Lijst 0 ·
Loverboys ·
MaDiWoDoVrijdagshow ·
De Man met de Hamer ·
Mystery Party ·
De Nationale Eettest ·
De Nationale IQ Test ·
Neuken doe je zo! ·
De Nieuwste Show ·
Nu we er toch zijn ·
Onderweg naar Morgen ·
Over Mijn Lijk ·
Ranking the Stars ·
Rat van Fortuin ·
Ruben vs Geraldine ·
Ruben vs Katja ·
Ruben vs Sophie ·
Het schnitzelparadijs ·
De School ·
De slechtste chauffeur van Nederland ·
Sluipschutters ·
Smeris ·
De Social Club ·
Spuiten en Slikken ·
De Stalkshow ·
StartUp ·
Sterretje Gezocht ·
Stop in the Name of Love ·
Tessa ·
Tequila ·
Top of the Pops ·
Try Before You Die ·
Van God Los ·
Vier handen op één buik ·
VOC ·
Vrijdag op Maandag ·
Waar kan ik je 's nachts voor wakker maken? ·
Walhalla ·
Weg met BNN ·
De Zeven Zeeën